# Monacrosporium multiforme
Monacrosporium multiforme är en svampart som först beskrevs av Dowsett, J. Reid & Kalkat, och fick sitt nu gällande namn av A. Rubner 1996. Monacrosporium multiforme ingår i släktet Monacrosporium och familjen vaxskålar.   Inga underarter finns listade i Catalogue of Life.